# Garwood (Nova Jérsei)
Garwood é um distrito localizado no estado americano de Nova Jérsei, no Condado de Union.

## Demografia
Segundo o censo americano de 2000, a sua população era de 4153 habitantes.
Em 2006, foi estimada uma população de 4233, um aumento de 80 (1.9%).

## Geografia
De acordo com o United States Census Bureau tem uma área de
1,7 km², dos quais 1,7 km² cobertos por terra e 0,0 km² cobertos por água.

## Localidades na vizinhança
O diagrama seguinte representa as localidades num raio de 4 km ao redor de Garwood.